# Škoda 16Ev
Škoda 16Ev je částečně nízkopodlažní elektrická jednotka určená pro provoz na příměstských a regionálních tratích. Celkem 32 jednotek vyrobila v letech 2022–2024 česká společnost Škoda Vagonka pro lotyšského dopravce Pasažieru vilciens.

## Popis
Jednotka Škoda 16Ev vychází z rodiny RegioPanter. Jedná se o čtyřvozovou, částečně nízkopodlažní elektrickou jednotku určenou pro široký rozchod koleje 1520 mm a napájecí soustavu 3 kV DC, přičemž je připravena i pro zástavbu vybavení pro soustavu 25 kV / 50 Hz AC. Motorové jsou oba krajní vozy a jeden vůz vložený, zatímco druhý vložený je nemotorový. Výška podlahy ve střední nízkopodlažní části vozů je 550 mm nad temenem kolejnice. Všechny vozy mají v nízkopodlažní části v každé bočnici dvoje dvoukřídlé dveře. Interiér jednotek je vybaven klimatizací, Wi-Fi, 230V zásuvkami a informačním systémem.

## Vývoj a výroba

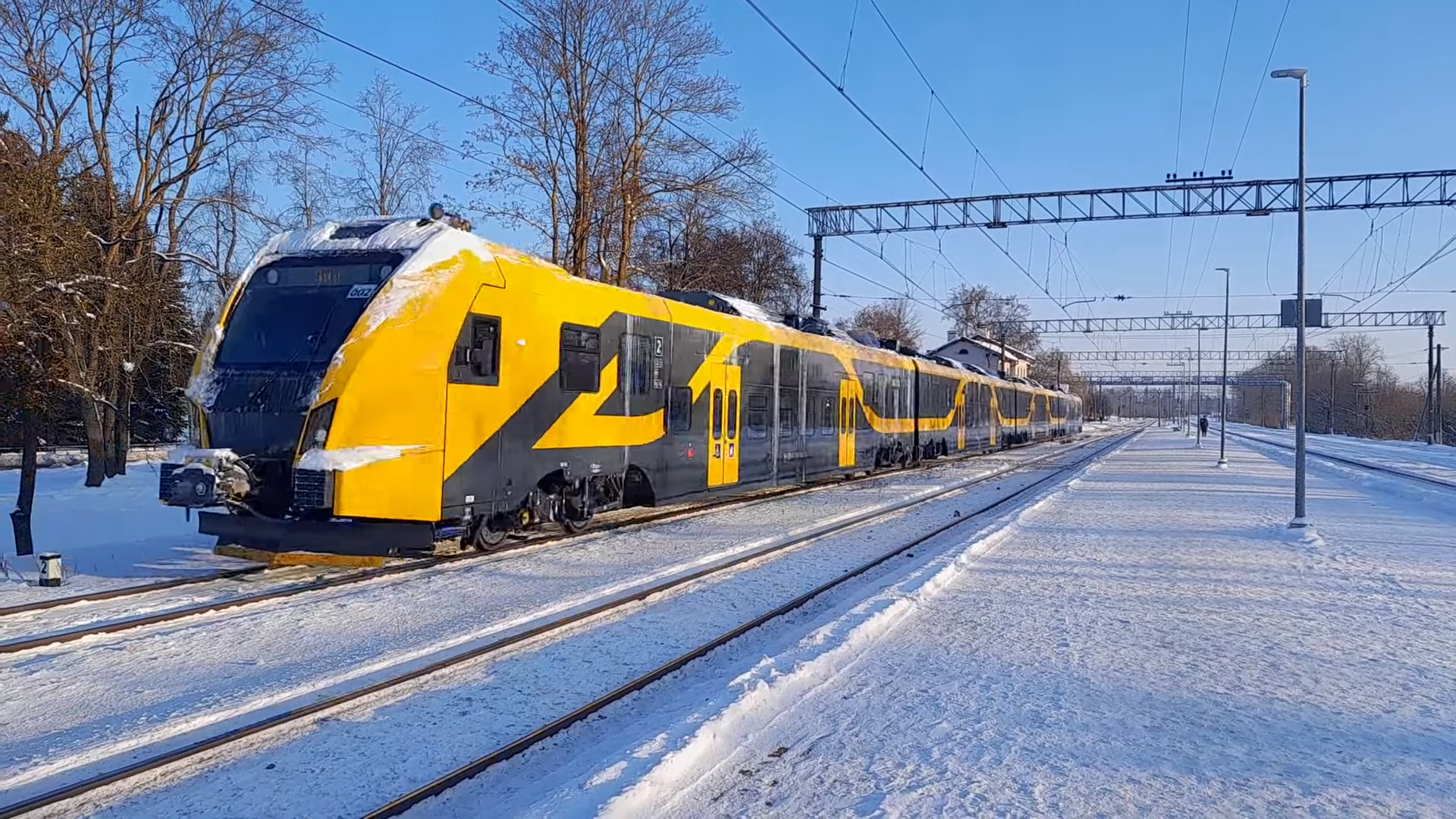
Jednotka 16Ev během zkušebních jízd (2022)

Soutěž na 32 příměstských a regionálních elektrických jednotek pro lotyšského dopravce Pasažieru vilciens vyhrála v listopadu 2018 španělská společnost Talgo, jednotky měly být dodány v letech 2020–2023. Po protestech ostatních uchazečů ale lotyšský antimonopolní úřad rozhodnutí zrušil a v novém výběru uspěla v únoru 2019 česká Škoda Vagonka. Smlouva byla nakonec podepsána v červenci 2019. Zakázka v hodnotě 242 milionů eur zahrnovala dodávku souprav, jejich údržbu, dodávky náhradních dílů a školení zaměstnanců.
Výroba v závodě Škody Vagonky v Ostravě byla zahájena na jaře 2021. První jednotka, dokončená na jaře 2022, byla následně využita pro zkoušky v plzeňském areálu Škody Transportation. Do lotyšské Rigy byly první dvě jednotky převezeny po silnici na konci června a na konci července 2022. V srpnu byly zahájeny zkušební jízdy a dne 7. září 2022 byla jedna jednotka prezentována veřejnosti na hlavním nádraží v Rize. Na konci roku 2022 se v Lotyšsku nacházelo pět jednotek.
Ke schválení typu a povolení k provozu došlo v listopadu 2023. Pravidelný provoz prvních tří jednotek s cestujícími byl zahájen 15. prosince 2023, do konce toho roku chtěl dopravce mít v provozu 18–19 souprav. Do září 2024 převzala společnost Pasažieru vilciens celkem 30 jednotek Škoda 16Ev, poslední vůz poslední soupravy byl z Ostravy expedován 11. září 2024. Na konci září 2024 probíhala v Rize kompletace poslední jednotky.
Konečná cena celého projektu dosáhla výše 258 milionů eur. Zpoždění dodávek souprav, které měly být původně dodány do konce roku 2023, odůvodnil výrobce pandemií covidu-19 a ruskou invazí na Ukrajinu.

## Provoz
Jednotky Škoda 16Ev, označené čísly 0001–0032, zajišťují příměstskou a regionální dopravu na tratích v okolí Rigy, z níž paprskovitě vycházejí: do Aizkraukle, Tukumsu, Skulte a Jelgavy. V době dodávek jednotek (2022–2024) se jednalo o jediné elektrizované tratě v Lotyšsku.

## Galerie

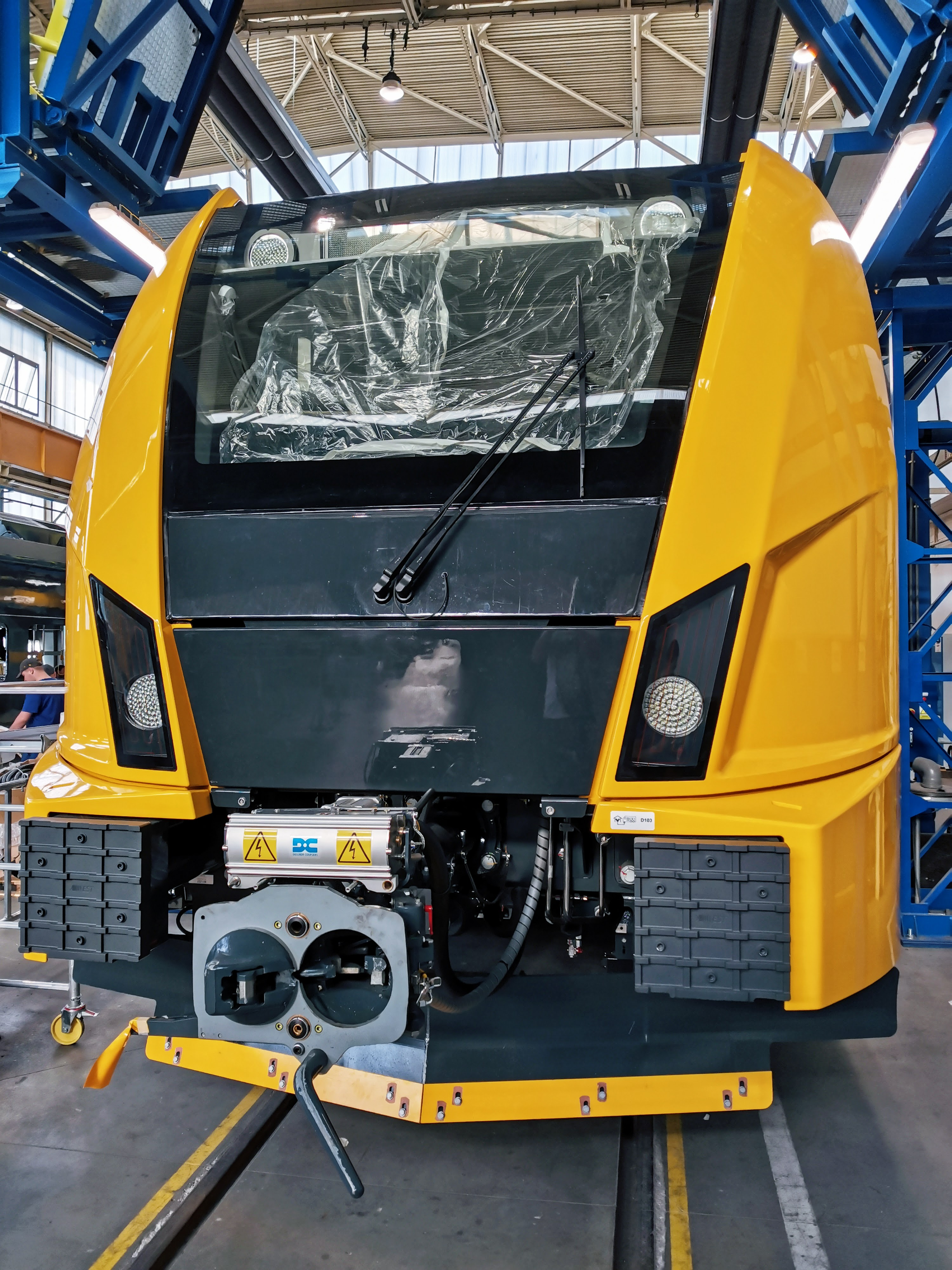
Jednotka 16Ev ve výrobním závodě
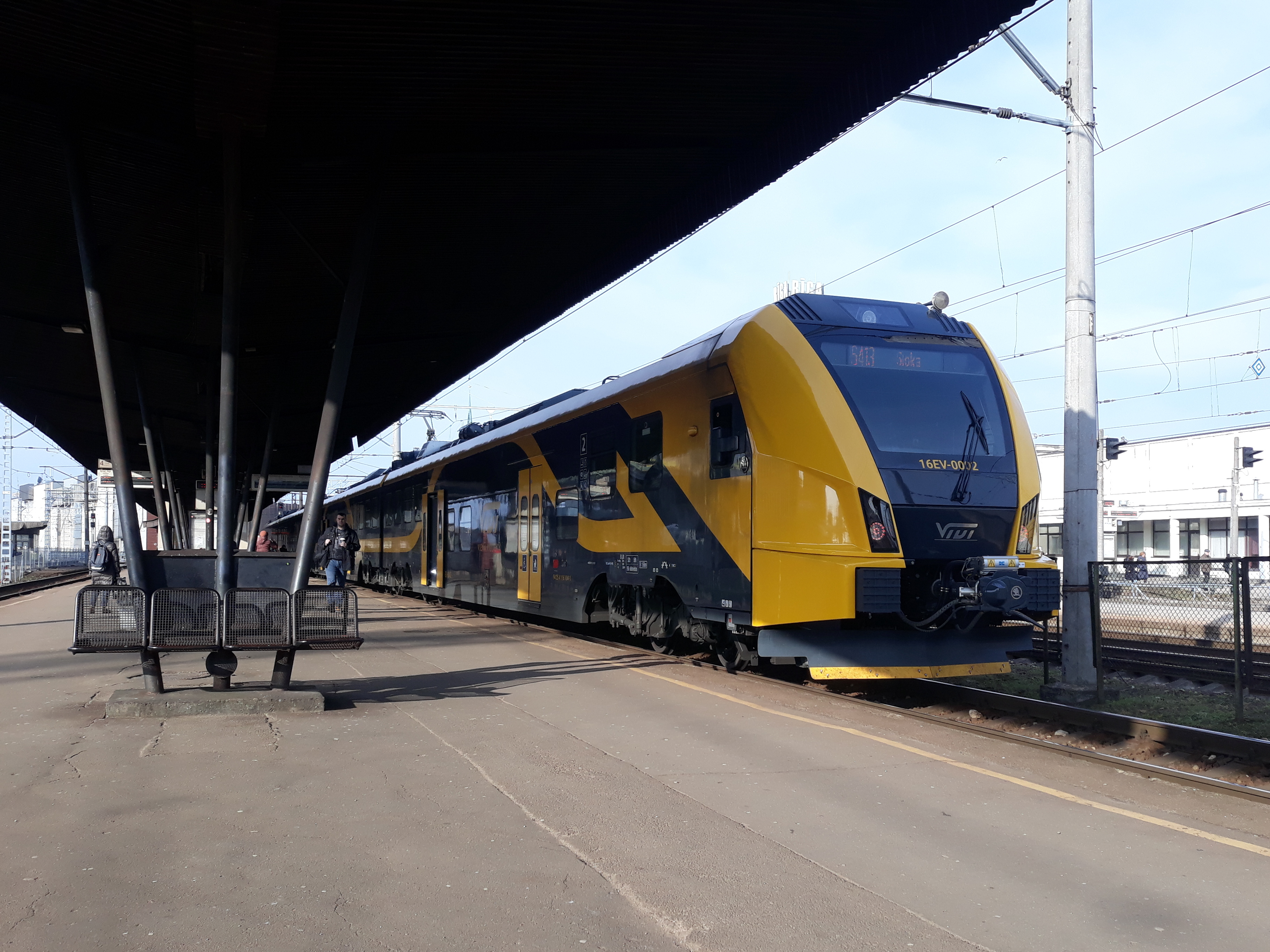
Jednotka 16Ev na nádraží v Rize
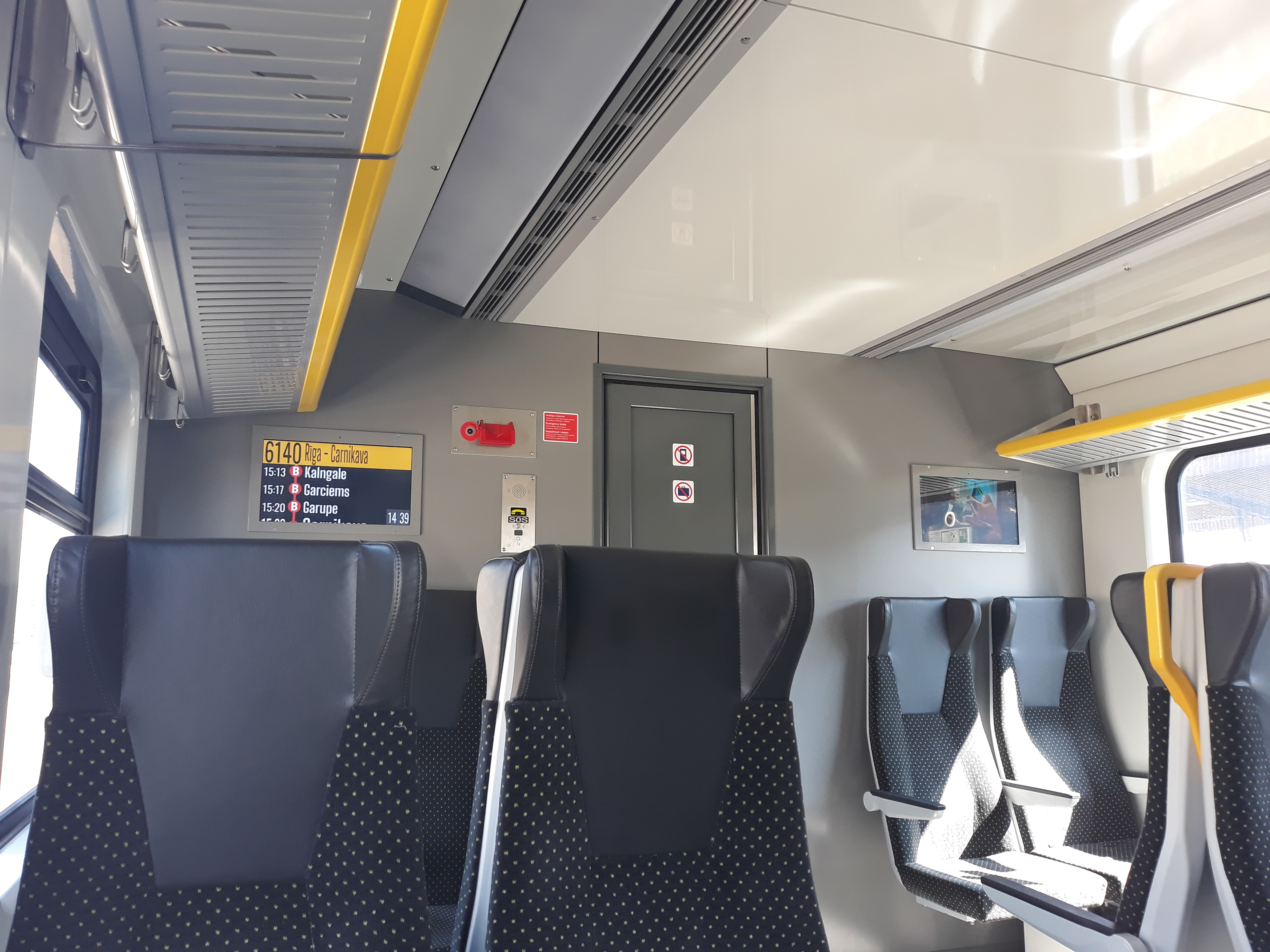
Interiér
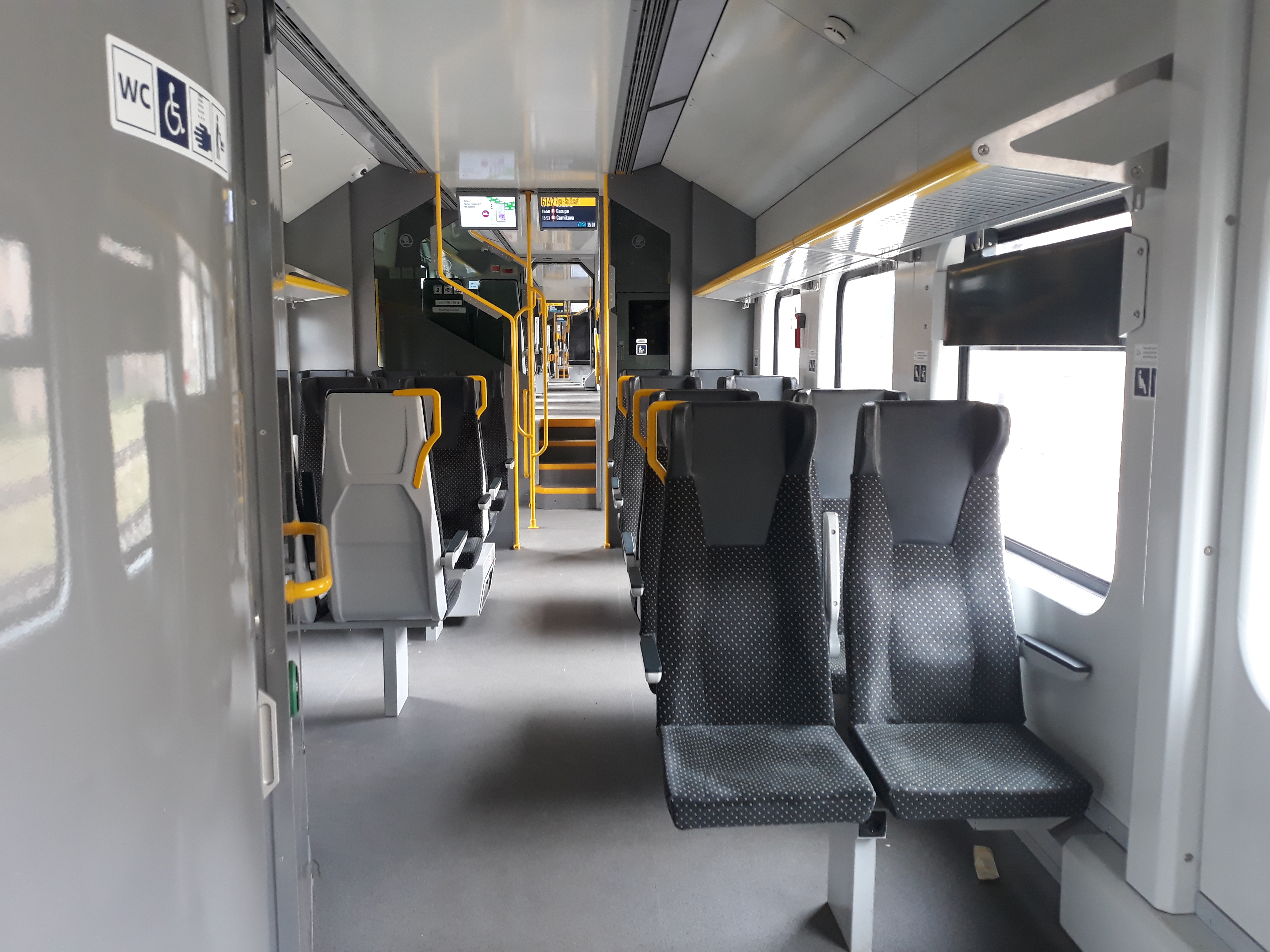
Interiér